# Bridget Sloan
Bridget Sloan (Cincinnati, 23 giugno 1992) è una ginnasta statunitense, vincitrice della medaglia d'argento nel concorso a squadre ai Giochi olimpici di Pechino 2008 e campionessa del mondo nel 2009.

## Palmarès
- Giochi olimpici estivi

Pechino 2008: argento nel concorso a squadre.
- Campionati mondiali di ginnastica artistica

2009 - Londra: oro nel concorso individuale.
2010 - Rotterdam: argento nel concorso a squadre